# Curta

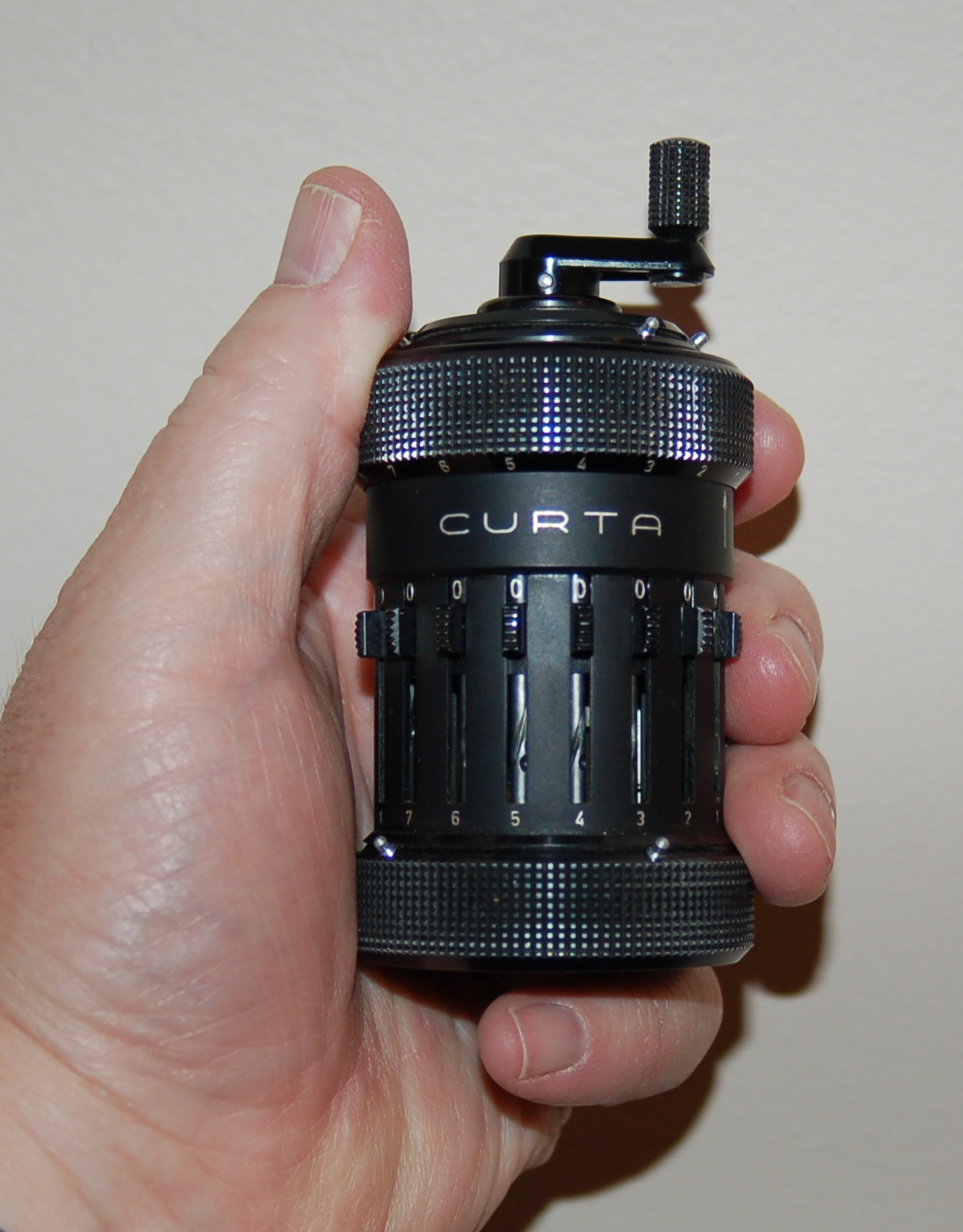
La Curta

La Curta è una piccola calcolatrice meccanica di precisione azionata a manovella, messa sul mercato nel 1948.
Ha un design elegante, ergonomico e compatto (altezza 85 mm), un piccolo cilindro che può essere tenuto nel palmo della mano. Può essere utilizzata per effettuare addizioni, sottrazioni, moltiplicazioni, divisioni e, con maggiore impegno, anche l'estrazione della radice quadrata ed altre operazioni.
Il principio di funzionamento riprende, perfezionandolo e miniaturizzandolo, quello dello Stepped Reckoner di Gottfried Leibniz, con i valori in entrata impostati tramite cursori e sommati o sottratti usando come traspositore un cilindro con scanalature di diversa lunghezza.

## L'ideatore
Il progetto della Curta fu portato a termine dall'ingegnere austriaco Curt Herzstark mentre era imprigionato nel campo di concentramento di Buchenwald.
Egli aveva sviluppato fin da piccolo una notevole esperienza sulle calcolatrici meccaniche, poiché il padre aveva un'azienda produttrice di macchine per ufficio, la Austria. Questa produceva delle calcolatrici basate, come poi la Curta, sul traspositore di Leibniz.
Il giovane Curt iniziò la progettazione della sua calcolatrice per l'azienda paterna. Quando fu internato, a seguito delle persecuzioni naziste contro gli ebrei, egli venne assegnato ad una unità "speciale" per poter terminare la sua invenzione, che i nazisti volevano donare ad Hitler. La sua bravura fu tale che, seppure in condizioni disperate, riuscì a riprendere e completare il progetto. Dopo essere sopravvissuto al campo ed alla seconda guerra mondiale poté perfezionare e completare il progetto. La costruzione fu affidata all'azienda Contina Ltd Mauren nel comune di Mauren, in Liechtenstein.
Essa fu considerata la migliore calcolatrice portatile disponibile fino all'avvento delle calcolatrici elettroniche, negli anni settanta. Ne sono state prodotte in totale circa 140000, di cui 80000 di tipo I e 60000 di tipo II. L'ultimo esemplare uscì dalla fabbrica nel 1970.
Il prezzo di vendita era di 125$ dell'epoca.

## Aspetto ed uso
I numeri vengono introdotti utilizzando alcuni cursori (uno per ogni posizione decimale) presenti lateralmente sul cilindro e facilmente impostabili con il pollice.
Sulla parte superiore è presente una manovella, un contatore delle rotazioni ed un totalizzatore che mostra il risultato, tranne che quando si effettuano delle divisioni. In questo caso, sul contatore si legge il quoziente e sul totalizzatore il resto

Un singolo giro della manovella addiziona il numero impostato con i cursori sul totalizzatore ed incrementa di uno il contatore delle rotazioni. Cambiando ora il valore di ingresso e dando un ulteriore giro della manovella si addiziona questo nuovo valore e così via. Estraendo leggermente la manovella, ogni rotazione sottrae il numero impostato con i cursori, invece di sommarlo.
Le operazioni di moltiplicazione e divisione richiedono una serie di rotazioni della manovella, il cui numero viene registrato dal contatore. In pratica si imposta il moltiplicando sui cursori, quindi si considera il moltiplicatore una cifra alla volta, a cominciare dalle unità. Si ruota la manovella un numero di volte pari alla prima cifra, quindi si ruota di uno scatto una ghiera che in pratica aumenta di un ordine di grandezza il peso di ciascun cursore, dopodiché si ruota la manovella un numero di volte pari alla seconda cifra e così via. Il risultato si legge sul totalizzatore, il moltiplicando dalla posizione dei cursori e il moltiplicatore sul contagiri. La divisione è ottenuta similmente. Prima si somma il dividendo per averlo sul totalizzatore, poi si imposta il divisore tramite i cursori e, estraendo la manovella, si incomincia a sottrarlo ripetutamente ruotando, quando serve, la ghiera. Alla fine il risultato sarà leggibile sul contagiri ed il resto sul totalizzatore.

Anche le operazioni più complesse sono effettuate come composizione di somme e sottrazioni. Al termine dei calcoli o comunque prima di iniziare una nuova sessione i registri vengono azzerati ruotando un anello presente nella parte superiore.
Oltre al modello originale di Curta ne fu sviluppato un secondo, nel 1954. I due modelli, chiamati tipo I e tipo II, differiscono per il numero di cifre elaborabili. Il primo modello accetta in ingresso numeri ad 8 cifre, ha un contagiri a 6 cifre ed un totalizzatore ad 11 cifre, il secondo, di dimensioni un po' maggiori, ha 11 cursori, un contatore di giri ad 8 cifre e
15 cifre in uscita.
La Curta era affettuosamente chiamata macinapepe per la sua forma e funzionamento. Effettivamente essa sembrava "macinare fuori" il risultato.

## L'impiego nei rally automobilistici
L'uso della Curta ebbe un periodo di popolarità nei rally automobilistici tra gli anni sessanta e ottanta.

Anche successivamente all'avvento delle calcolatrici elettroniche, la Curta continuò ad essere usata per i calcoli di velocità, tempi e distanze nelle gare, grazie anche alla maggiore robustezza e affidabilità rispetto alle prime macchinette elettroniche, e alla abilità acquisita dagli operatori di inserire le cifre con il solo tatto.

## Nella cultura popolare
La Curta viene citata come oggetto per collezionisti trattato a Portobello Road nel romanzo di William Gibson L'Accademia dei sogni del 2003.